# 신다르
신다르(Sindar)는 《실마릴리온》, 《후린의 아이들》, 《반지의 제왕》, 《호빗》에 등장하는 수많은 요정의 분파 중 하나다. 텔레리에서 갈라져 나왔으며, 이름의 뜻은 회색요정이다.

## 개요
신다린으로 회색의 요정이라는 뜻이다. 발리노르로 향하는 여정 중에 실종된 엘웨를 기다리던 텔레리의 일부가 그대로 벨레리안드에 정착한 요정들을 일컫는 말로, 후에 엘웨가 멜리안과 돌아와 이름을 싱골로 바꾸었을 때 신다르라 불리게 된다.
신다르는 두 영생목의 빛을 보지 못했기에 모리퀜디였지만 싱골은 빛을 목격했기 때문에 칼라퀜디였다.

## 특징
왕족인 싱골과 그 혈족을 중심으로 은발이 드물게 존재하며, 그 외 대부분은 흑발이라 전해진다. 다른 텔레리들처럼 놀도르와 바냐르에 비해 체격이 작고 무력이 약한 편이었지만 활에 소질이 있었다. 노래에 소질이 있었으며, 가장 뛰어난 가수로 뽑히는 요정도 신다르인 다이론이었다.

## 역사
실종된 엘웨가 멜리안과 돌아온 뒤 엘웨는 남아있던 텔레리들을 이끌고 요정왕국 도리아스를 세운다. 그 뒤 엘웨는 이름을 싱골로 바꾸었고, 그를 따르던 텔레리들도 신다르로 불리게 된다. 도리아스는 멜리안의 가르침과 싱골의 통치 아래 발리노르에 있던 바냐르와 놀도르, 팔마리에 비견될만큼 번영한 왕국을 이루었다.
나무의 시대가 끝날 무렵 옹골리안트를 시켜 두 영생목을 말려죽인 모르고스는 벨레리안드로 돌아온다. 모르고스는 두 군세를 각각 싱골과 팔라스림에 보내 싸우게 했다. 이 전투가 벨레리안드의 첫 전쟁이다. 이 전투에서 신다르는 큰 피해를 입었고, 이때부터 도리아스는 멜리안의 장막이라는 안개 장벽을 펼쳐 쇄국정책을 펼쳤다. 이 전쟁 이후 모르고스를 쫓아온 페아노르와 망명 놀도르에 의해 다고르 누인길리아스(별빛 속의 전투)가 일어난다.
전투가 끝난 후 망명 놀도르가 저지른 동족학살에 대해 알게 된 싱골은 놀도르에게 퀘냐 사용을 금지하고 도리아스 내에서 사는 것을 허락하지 않았다. 예외적으로 갈라드리엘과 그의 오빠들은 학살에 참여하지 않았고 싱골의 친척이었기 때문에 도리아스에 사는 것이 허용되었다.
태양의시대 제 1시대에 인간 베렌이 멜리안의 장막을 통과하여 도리아스에 도착했을 때 그는 싱골의 딸이자 일루바타르의 자손 중 가장 아름다운 루시엔과 사랑에 빠지게 된다. 소중한 딸이 인간과 결혼하는 걸 바라지 않았던 싱골은 멜리안의 조언에도 불구하고 베렌을 죽일 목적으로 실마릴을 가져오라는 명령을 내렸다. 그러나 베렌은 루시엔과 후안의 도움을 받아 실마릴을 가져오는 데 성공한다. 그러나 베렌이 가져온 실마릴은 신다르가 겪게 될 많은 불행을 몰고 온다.
시간이 지난 뒤 싱골이 실마릴을 나우글라미르에 박아넣으려고 난쟁이들에게 의뢰를 맡기나 난쟁이들도 실마릴의 아름다움에 취해 이를 욕심내게 된다. 결국 싱골은 탐욕에 눈이 먼 난쟁이들에게 살해당한다. 베렌에 의해 나우글라미르는 되찾았지만, 싱골의 죽음에 상심한 멜리안이 가운데땅을 떠나자 도리아스를 보호하던 장막도 사라진다. 싱골의 뒤를 이어 디오르 엘루킬이 왕이 되었으나 실마릴을 탐한 페아노리안이 일으킨 동족 살상에 의해 사망하고 도리아스는 멸망한다. 이때 디오르의 딸 엘윙만이 살아남아 실마릴을 가지고 도리아스 난민을 이끈다.
이후 도리아스 난민은 남쪽으로 내려가 시리온 하구에 자리 잡았다. 그러나 엘윙이 실마릴을 가지고 있다는 사실이 알려지자 세번째 동족 학살이 일어났다. 엘윙은 실마릴을 지키기 위해 몸을 절벽에서 던졌다. 그녀의 아들 엘론드와 엘로스는 간신히 살아남았다.
분노의 전쟁이 끝나고 제 2시대와 제 3시대를 거치며 점차 요정의 세력이 쇠퇴해져 갈 때, 난도르는 신다르와 놀도르 왕족을 지배자로 받아들였다. 그리하여 왕족인 엘론드와 키르단, 갈라드리엘은 요정의 세반지 빌랴, 네냐, 나랴의 힘을 이용해 회색항구, 리븐델, 로스로리엔을 요정들의 마지막 보루로 만들었으며, 스란두일은 어둠숲을 다스리게 되었다. 반지전쟁이 끝나고 난 뒤인 4시대에는 대부분의 요정이 가운데땅을 떠났다.
이처럼 신다르의 역사는 난쟁이들과 놀도르의 불화가 얽혀있었다. 신다르는 위대한 군주 싱골을 살해했던 난쟁이들을 싫어했으며 수많은 동족살상을 저질렀던 놀도르에 대해서도 좋지않은 감정을 가졌다.

### 주요 사건
- 벨레리안드의 첫 전쟁
- 니르나에스 아르노에디아드
- 요정의 동족살해
- 반지전쟁

## 기타
신다르는 폐쇄적인 성향이 있으나, 아이러니하게도 수많은 요정 분파, 다른 종족 간에 혈연성이 있다. 특히 엘론드의 경우에는 마이아의 혈통과 요정의 세 분파 바냐르, 놀도르, 텔레리와 인간의 세 가문 베오르, 할레스, 하도르의 혈통을 모두 가지고 있었다.

## 같이 보기
요정 (가운데땅)
텔레리
도리아스
신다린
놀도르
싱골